# Université de Carthage
L'université de Carthage (arabe : جامعة قرطاج) est une université fondée en 1988 à Carthage (Tunisie). Elle porte d'abord le nom d'université de droit, d'économie et de gestion, avant de devenir l'université du 7-Novembre à Carthage en 2000, puis l'université de Carthage le 22 janvier 2011.
Elle est classée par le U.S. News & World Report au 25e rang du classement régional 2016 des universités arabes.

## Présidents
- 2017-2020 : Olfa Benouda
- Depuis 2020 : Nadia Mzoughi

## Organisation

### Facultés
- Faculté des sciences juridiques, politiques et sociales de Tunis
- Faculté des sciences de Bizerte (ar)
- Faculté des sciences économiques et de gestion de Nabeul

### Écoles et instituts
- École nationale d'architecture et d'urbanisme de Tunis
- École nationale d'ingénieurs de Bizerte
- École nationale d'ingénieurs de Carthage
- École polytechnique de Tunisie
- École supérieure de la statistique et de l'analyse de l'information
- École supérieure de l'audiovisuel et du cinéma
- Institut préparatoire aux études d'ingénieurs de Bizerte
- Institut des hautes études commerciales de Carthage
- Institut national des sciences appliquées et de technologie
- Institut supérieur de gestion de Bizerte (ar)
- Institut supérieur des sciences appliquées et de technologie de Mateur
- Institut préparatoire aux études d'ingénieurs de Nabeul
- Institut préparatoire aux études scientifiques et techniques
- Institut supérieur des beaux-arts de Nabeul
- Institut supérieur des technologies de l'environnement, de l'urbanisme et du bâtiment
- Institut supérieur des langues de Tunis (ar)
- Institut supérieur des langues appliquées et d'informatique de Nabeul
- Institut supérieur des sciences et technologies de l'environnement de Borj Cédria
- Institut supérieur des technologies de l'information et de la communication de Borj Cédria

### Établissements en cotutelle
- École supérieure des communications de Tunis
- École supérieure d'agriculture de Mograne
- École supérieure d'agriculture de Mateur
- École supérieure des industries alimentaires de Tunis
- Institut supérieur de pêche et d'aquaculture de Bizerte
- Institut national du travail et des études sociales
- Institut supérieur des cadres de l'enfance
- Institut national agronomique de Tunisie
- Institut des études touristiques supérieures de Sidi Dhrif
- Institut préparatoire aux études biologiques et géologiques de La Soukra
- Institut national de recherches en génie rural, eaux et forêts (ar)
- Institut national de recherches agronomiques de Tunis